# لقواسمة (أرزازقة)
لقواسمة هو دُوَّار يقع بجماعة سيدي موسى بن علي، عمالة المحمدية، جهة الدار البيضاء سطات في المملكة المغربية. ينتمي الدوّار لمشيخة أرزازقة التي تضم 3 دواوير. يقدر عدد سكانه بـ 2167 نسمة حسب الإحصاء الرسمي للسكان والسكنى لسنة 2004.

## روابط خارجية
- البوابة الوطنية للجماعات الترابية نسخة محفوظة 12 مارس 2018 على موقع واي باك مشين.
- المندوبية السامية للتخطيط